# Edward Dmytryk

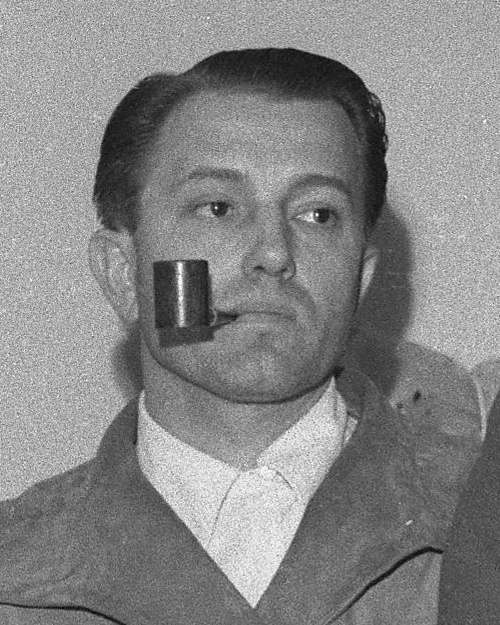
Edward Dmytryk (1947)

Edward Dmytryk (* 4. September 1908 in Grand Forks, British Columbia, Kanada; † 1. Juli 1999 in Encino, Kalifornien) war ein US-amerikanischer Filmregisseur. Dmytryk machte sich vor allem mit Kriegsfilmen und Film noirs einen Namen. Zu seinen bekanntesten Filmen zählen Murder, My Sweet, Im Kreuzfeuer und Die Caine war ihr Schicksal. Er gehörte in der McCarthy-Ära zu den so genannten Hollywood Ten.

## Leben
Dmytryk wuchs in San Francisco als Sohn ukrainischer Einwanderer auf. Bereits während seines Mathematik- und Physikstudiums arbeitete er als Aushilfe in der Filmstadt Hollywood.
Trotz eines Stipendiums brach er sein Studium am California Institute of Technology nach einem Jahr ab und arbeitete hauptberuflich in Hollywood, wo er erst als Filmeditor und ab 1935 als Filmregisseur tätig war. 1939 nahm er die US-amerikanische Staatsbürgerschaft an. Ab Anfang der 1940er Jahre arbeitete Dmytryk für das Filmstudio RKO. Nach dem Erfolg von Hitler’s Children (1943) wechselte er von B-Filmen zu reputableren Projekten.
1944 drehte Dmytryk mit der Raymond-Chandler-Verfilmung Murder, My Sweet einen der „archetypischen“ Film noirs: Die „verwirrenden Aufnahmewinkel“ und „kontrastreiche Low-key-Beleuchtung“ verwiesen auf eine „zerrüttete und unheilvolle, außer Kontrolle geratene Welt“, und der Film war „nicht nur ein stark stilisierter und komplexer Detektiv-Thriller, sondern auch eine kompromisslose Vision von Korruption und Verfall.“ (Alain Silver, Elizabeth Ward)
Murder, My Sweet war der erste von vier gemeinsamen Filmen des Produzenten Adrian Scott, des Regisseurs Dmytryk und des Drehbuchautors John Paxton. Es folgten Cornered (1945) über den in Argentinien ausgetragenen Kampf zwischen untergetauchten europäischen Faschisten und Antifaschisten, Unvergessene Jahre (1947) und Im Kreuzfeuer (ebenfalls 1947), der antisemitische Tendenzen innerhalb der US-Streitkräfte beleuchtete. Das Augenmerk auf politische Themen war beabsichtigt: Scott und Dmytryk waren während des Zweiten Weltkrieges der Kommunistischen Partei der USA beigetreten, den, so Dmytryk, „einzigen, die etwas tun“. Für Im Kreuzfeuer war Dmytryk in der Kategorie Beste Regie für einen Oscar nominiert.

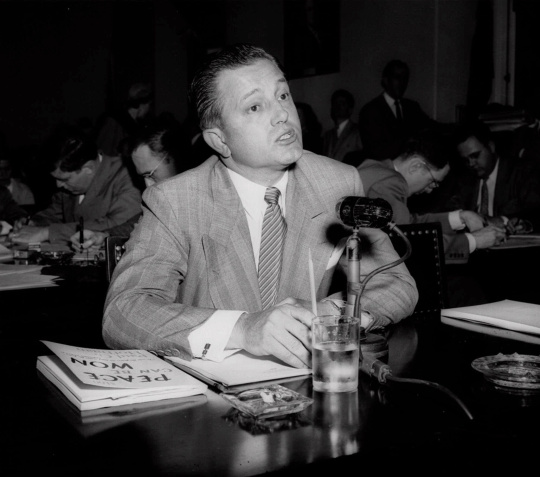
Edward Dmytryk vor dem Komitee für unamerikanische Umtriebe (1951)

Ende der 1940er Jahre wurde Dmytryk als Kommunist denunziert. Zusammen mit Adrian Scott und acht weiteren Filmschaffenden, die später als „Hollywood Ten“ Bekanntheit erlangten, wurde er vor das Komitee für unamerikanische Umtriebe (HUAC) geladen. Er verweigerte dort zunächst die Aussage, 1948 wurde er wegen „Missachtung“ (contempt) zu einer Haftstrafe von sechs Monaten verurteilt. Dmytryk fand in Hollywood keine Arbeit mehr und drehte vorübergehend in Großbritannien. 1951 änderte er seine Haltung und nannte dem Komitee die Namen angeblicher Kommunisten im amerikanischen Filmgeschäft, darunter Adrian Scott, Jules Dassin und Albert Maltz. Diese Denunziation, die das berufliche und soziale Leben der Künstler zerstörte, haben ihm viele seiner Kollegen nicht verziehen.
Nach der Rehabilitierung konnte Dmytryk wieder an seine frühere Karriere anknüpfen. Er drehte in den verschiedensten Genres, darunter Western, Dramen und Abenteuerfilme. Der erste Regieauftrag war der Film noir The Sniper (1952) für Produzent Stanley Kramer. Zu seinen erfolgreichsten Filmen zählte die Literaturverfilmung Die Caine war ihr Schicksal. Ab Ende der 1960er Jahre arbeitete Dmytryk auch wieder in Europa. In den 1970er Jahren zog er sich aufgrund ausbleibender Angebote aus dem Filmgeschäft zurück und betreute Filmklassen an der University of Texas at Austin und der University of Southern California.
Von 1932 bis zur Scheidung 1947 war er mit Madeleine Robinson verheiratet; sie hatten einen gemeinsamen Sohn. In zweiter Ehe war er von 1948 bis zu seinem Tod mit der Schauspielerin Jean Porter verheiratet, aus dieser Ehe stammen drei Kinder.

## Filmografie (Auswahl)

### Regie
- 1940: Mystery Sea Raider
- 1941: The Devil Commands
- 1943: Hitler’s Children
- 1943: The Falcon Strikes Back
- 1943: Tender Comrade
- 1944: Murder, My Sweet
- 1945: Cornered
- 1945: Stahlgewitter (Back to Bataan)
- 1947: Unvergessene Jahre (So Well Remembered)
- 1947: Im Kreuzfeuer (Crossfire)
- 1949: Der Wahnsinn des Dr. Clive (Obsession)
- 1949: Haus der Sehnsucht (Give Us This Day)
- 1952: Der unsichtbare Schütze (The Sniper)
- 1952: Meuterei auf dem Piratenschiff (Mutiny)
- 1953: Der Gehetzte (The Juggler)
- 1954: Das Ende einer Affaire (The End of the Affair)
- 1954: Die Caine war ihr Schicksal (The Caine Mutiny)
- 1954: Die gebrochene Lanze (Broken Lance)
- 1955: Die linke Hand Gottes (The Left Hand of God)
- 1955: Treffpunkt Hongkong (Soldier of Fortune)
- 1956: Der Berg der Versuchung (The Mountain)
- 1957: Das Land des Regenbaums (Raintree County)
- 1957: Die jungen Löwen (The Young Lions)
- 1959: Warlock
- 1959: Der blaue Engel (The Blue Angel)
- 1961: Auf glühendem Pflaster (Walk on the Wild Side)
- 1961: Ein sonderbarer Heiliger (The Reluctant Saint )
- 1963: Die Unersättlichen (The Carpetbaggers)
- 1964: Wohin die Liebe führt (Where Love Has Gone)
- 1965: Die 27. Etage (Mirage)
- 1966: Alvarez Kelly
- 1968: Schlacht um Anzio (Lo sbarco di Anzio)
- 1968: Shalako
- 1972: Blaubart (Barbe bleu)
- 1975: Ein Mann rechnet ab (The Human Factor)

### Schnitt
- 1929: Artisten (The Dance of Life) – Regie: John Cromwell und A. Edward Sutherland (erste Filmarbeit als Schnitt-Assistent)
- 1930: The Royal Family of Broadway – Regie: George Cukor und Cyril Gardner
- 1934: Ein Butler in Amerika (Ruggles of Red Gap) – Regie: Leo McCarey
- 1938: Bulldog Drummond (4): Der künstliche Diamant (Bulldog Drummond’s Peril) – Regie: James Hogan
- 1939: Ruhelose Liebe (Love Affair) – Regie: Leo McCarey